# نوک‌بزرگ‌های شامگاهی
نوک‌بزرگ‌های شامگاهی (نام علمی: Hesperphona) یک سرده از خانواده سهرگان (Fringillidae) است.
این سرده در سال ۱۸۵۰ توسط طبیعت‌شناس فرانسوی چارلز لوسین بناپارت با نوک‌بزرگ شامگاهی به عنوان گونه نماد معرفی شد. این نام ترکیبی از واژه یونانی باستان hesperos به معنای «شامگاه» و phōnē به معنای «صدا» یا «گریه» است.